# 克雷格·道森
克雷格·道森（英語：Craig Dawson；1990年5月6日—），是一位英格蘭足球運動員，場上司職后卫，曾效力于英超球會狼隊。

## 球員生涯

### 球會
西布罗姆维奇
2010年8月31日，英超西布罗姆维奇從英甲罗奇代尔簽入後衞道森，轉會費金額並無透露，合約為三年，另西布罗姆维奇有選擇權延長合約一年。
罗奇代尔（借用）
道森轉會後西布罗姆维奇後，罗奇代尔再借回道森一個球季。
博尔顿（借用）
2013年1月25日，英冠球會博尔顿向英超西布罗姆维奇借用其英格蘭U21國脚道森至4月27日。

#### 西汉姆联
2020 年 10 月 12 日，Dawson 以租用的方式加盟西汉姆联队，在 2020-21 赛季的剩余时间效力，但俱乐部可选择在租用期结束后，将短暂租用转换为永久入会。Dawson 直到 2020 年 12 月 29 日才首次在西汉姆的比赛中首次亮相，因在客场 0-0 战平南安普顿队的比赛中表现出色，被评为最佳球员。
2021 年 1 月 11 日，在足总杯第三轮对阵斯托克波特郡的比赛中，他攻入加入西汉姆球队后的首个进球，帮助其球队实现 1-0 的胜利。事实上，自 2010 年 11 月为罗奇代尔球队攻入一球后，这是他首次在足总杯中进球。
2021 年 1 月 26 日，在英超联赛中，西汉姆队客场对阵水晶宫队并以 3-2 获胜，他为之贡献一球，这也是他在本赛事中的首个进球。
2021 年 4 月 6 日，Sawson 宣布将在 2020-21 赛季结束时加盟西汉姆联，合同期限两年。

### 國家隊
2012年7月2日，道森被斯图尔特·皮尔斯徵招入選為2012年英国奥林匹克足球队名單。